# Citroën C35
Citroën C32 i Citroën C35 – samochody dostawcze produkowane przez francuski koncern Citroën w latach 1974–1992. Powstał on jako wynik współpracy Citroëna z Fiatem. Na terenie Włoch sprzedawany był pod nazwą Fiat 242. Oba pojazdy produkowane były we Włoszech do roku 1987, po zakończeniu produkcji modelu 242 przez Fiata produkcję przeniesiono do Francji.